# Prorophora
Prorophora is een geslacht van vlinders van de familie snuitmotten (Pyralidae), uit de onderfamilie Phycitinae.

## Soorten
- P. afghanella Roesler, 1973
- P. albidogilvella Roesler, 1970
- P. albunculella Staudinger, 1879
- P. curvibasella Ragonot, 1887
- P. dialeuca Hampson, 1912
- P. eberti Amsel, 1959
- P. grisealella Marion, 1957
- P. halothamni Falkovitsh, 1999
- P. mongolica Roesler, 1970
- P. sacculicornella Roesler, 1970
- P. senganella Amsel, 1951